# Corrado Filipponi
Corrado Filipponi (* 31. März 1968 in Zürich) ist ein Schweizer Extrempaddler, Weltrekordhalter und Reise-Fotojournalist.

## Karriere
2002 setzte sich Filipponi zum ersten Mal in ein Kajak: Vom Lake Itasca, der Quelle des Mississippi Rivers, paddelte er den 3779 Kilometer langen Strom als erster ohne Erfahrung bis zu seiner Mündung in den Golf von Mexiko in 62 Paddeltagen, respektive 80 Tagen hinab. Seine Erfahrungen beschreibt er in dem Buch Bach ab.
Danach begleitete er den slowenischen Ultramarathon-Schwimmer Martin Strel bei dessen Schwimmweltrekorden auf dem Jangtse in China (2004; 4003 km) und auf dem Amazonas in Südamerika (2007; 5268 km) jeweils im Kajak und als Fotograf. 2005 befuhr Filipponi  die Donau von Schwarzwald bis zum Schwarzen Meer.
Im Juli 2010 stellte er mit 7 Tagen, 10 Stunden und 16 Minuten einen neuen Weltrekord für die schnellste Fahrt den Rhein (1161 km) hinab im Solokajak auf. Damit brach er einen 21-jährigen Weltrekord.
Während seiner Aktionen auf dem Wasser unterstützt er SODIS, ein Verfahren zur Wasserentkeimung.
Für seine beiden Reportagen WANDERLAND SCHWEIZ und WANDERLAND SCHWEIZ 2 wanderte er knapp 2000 Kilometer und  fast 70'000 Höhenmeter quer durch die Schweiz. Als Wege dienen ihm die bekannten nationalen Wanderland-Routen. Via Alpina, Via Gottardo, Trans Swiss Trail und Jura Höhenweg.

## Weiteres
Beruflich arbeitet Filipponi als Reisefotojournalist auf der ganzen Welt und bereist jeweils für Monate fremde Länder. Seine Spezialgebiete sind Skandinavien, Island, Azoren, Namibia, Botswana, Kuba, Schottland, Irland, Patagonien, Neuseeland, Australien sowie die grossen Flüsse dieser Erde und die Wanderland Schweiz Routen. Er hat insgesamt seit 1992 total 16 Multivision-Fotoreportagen als Bühnenprogramm produziert und in über 1'000 Auftritten vor mehr als 200'000 Besuchern präsentiert. Filipponi wohnt seit seiner frühsten Kindheit in Winterthur.

## Publikationen
- Bach ab – ein Kajakabenteuer auf dem ganzen Mississippi. Eigenverlag, Winterthur 2003, ISBN 3-00-011947-7.
- Fotobildbände: Azoren, Neuseeland, Island, Skandinavien, Wanderland Schweiz 1, Wanderland Schweiz 2. Alle im Eigenverlag erhältlich.